# Муравей (Башкортостан)
Мураве́й (баш. Муравей) — деревня в Стерлитамакском районе Республики Башкортостан Российской Федерации. Входит в состав Казадаевского сельсовета.

## География

### Географическое положение
Расстояние до:
- районного центра (Стерлитамак): 11 км,
- центра сельсовета (Новое Барятино): 2 км,
- ближайшей ж/д станции (Стерлитамак): 11 км.

## Население
| 2002 | 2009 | 2010 |
| ---- | ---- | ---- |
| 179  | ↗218 | →218 |

### Национальный состав
Согласно переписи 2002 года, преобладающие национальности — татары (56 %), башкиры (33 %).